# Rite parisien

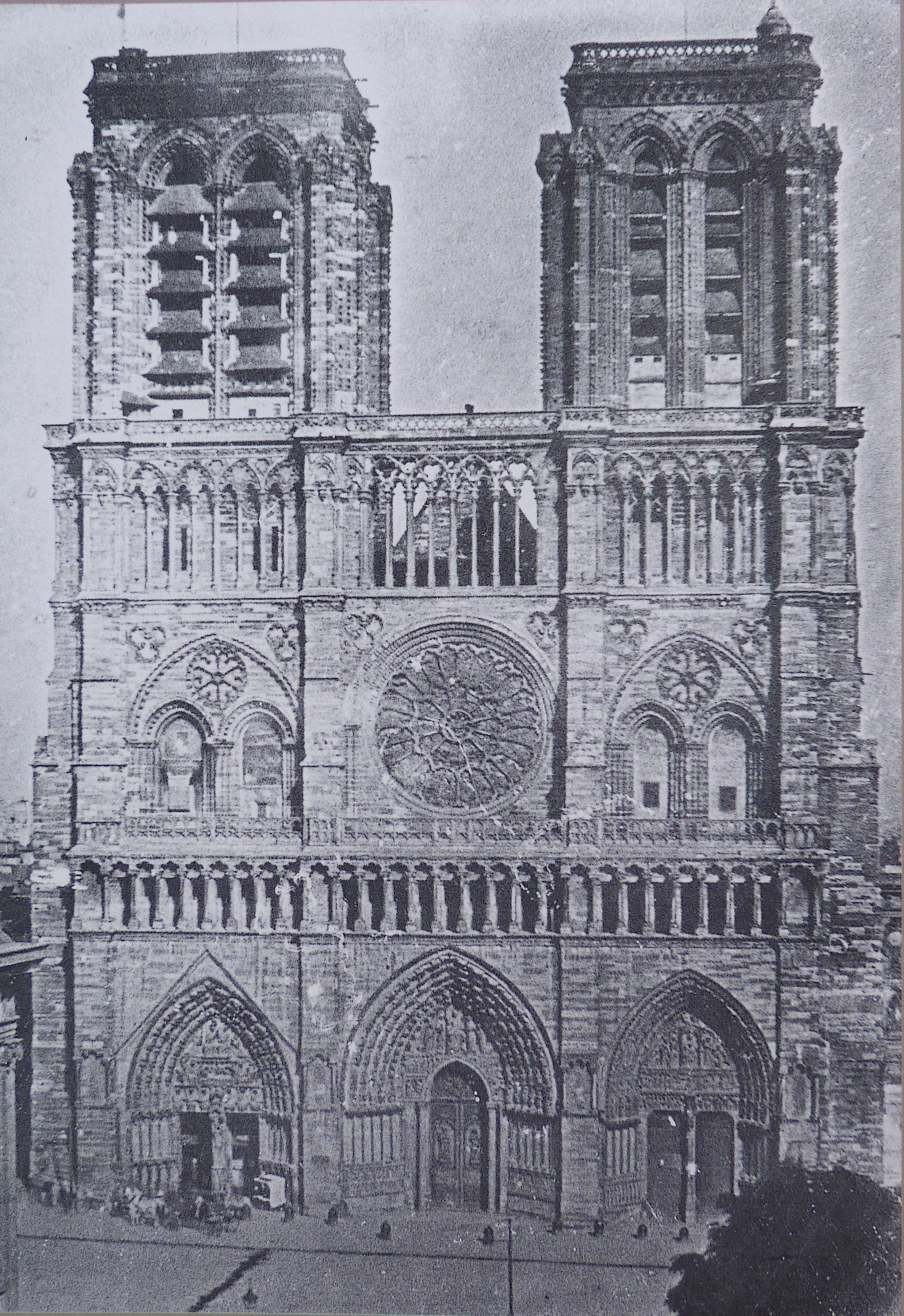
Daguerréotype de la cathédrale Notre-Dame de Paris daté vers 1841, peu avant la suppression des détails néo-gallicans de la liturgie de la capitale.

Le rite parisien ou Rite de Paris est une variante du rite romano-gallican en usage dans les églises catholiques de Paris, avec diverses variantes, du IXe au XIXe siècle. Bien qu'il ne soit plus utilisé, remplacé au cours du XIXe siècle par le rite tridentin romain, certains détails de son bréviaire semblent avoir inspiré les réformateurs du Consilium à la suite du concile Vatican II.

## Histoire
Les anciens rites gallicans disparurent vers le IXe siècle, lorsque Charlemagne imposa la romanisation des pratiques cultuelles de son royaume. Malgré cela, certains aspects ont survécu comme particularités locales des différents diocèses. Telles sont les origines du rite parisien, qui s'inscrit donc dans la tendance des rites liturgiques romains « gallicanisés » par l'insertion d'éléments gallicans puis néo-gallicans, dans un bréviaire et un missel essentiellement romains.
Parfois, il fut employé hors de France. Par exemple, Charles II d'Anjou tenta d'imposer la liturgie romano-gallicane, sous les formes du rite parisien, dans la basilique Saint-Nicolas de Bari, en faisant don d'objets liturgiques, de vêtements sacrés et de livres ad usum parisiensem vers 1296 et en demandant que le L'Office divin soit  récité et chanté « secundumordinem Parisiorum Ecclesiae per libros quos eidem Ecclesiae (S. Nicolai) dedimus » ; la présence de huit manuscrits liturgiques romano-gallicans (sur les vingt-trois offerts par le Roi) à Bari atteste de ces tentatives,.
Avant le XVe siècle, les manuscrits anciens des bréviaires et missels parisiens étaient conservés dans la cathédrale. Les prêtres qui en avaient besoin les copiaient à partir des originaux et conservaient les copies dans leurs églises. Le psautier était distribué les sept jours de la semaine, et les leçons de la Sainte Écriture tous les jours de l'année. Il n'y avait pas d'hymnes.
La première édition imprimée de ces livres a eu lieu sous l'épiscopat de Louis de Beaumont (1473 - 1492). La révision et l'édition furent confiées à Jean Le Munérat qui publia le bréviaire en 1479 et le missel en 1481.
En 1583, l'évêque de Paris, Pierre de Gondi, est invité à adopter le bréviaire romain que le roi Henri III avait introduit dans sa chapelle. Mais le chapitre de Paris s'est appuyé sur la bulle Quo primum du pape Pie V pour maintenir les rites propres au diocèse. Il fit ensuite corriger le bréviaire par endroits et publia le Breviarium insignis Ecclesiae Parisiensis restitutum ac emendatum en 1584. Le missel fut publié en 1585, conservant les rites parisiens dans leur intégralité.
Désireux de poursuivre le travail de perfectionnement commencé par ses prédécesseurs et pressé également par la nécessité de faire réimprimer les livres de son diocèse, l'archevêque de Paris Charles de Vintimille promulgue le Breviarium parisiense (1736) et la Missale parisienne (1738). Ces livres se sont largement répandus dans les diocèses français, et leur influence s'est fait sentir même très loin de l'Île-de-France, contribuant à la propagation des coutumes néo-gallicanes au cours du dernier siècle du règne des Bourbons de France. Une réforme des rubriques du missel fut de nouveau promulguée en 1830 par Hyacinthe de Quélen.
Au cours du XIXe siècle, l'archidiocèse revient progressivement au rite romain, abandonnant les éléments néo-gallicans qui, s'étant multipliés, étaient devenus à partir du XVIIIe siècle une manifestation plus ou moins explicite d'adhésion au gallicanisme, plutôt que d'attachement à la tradition, .
Au cours des révisions, les lectures historiques du Breviarium parisiense ont été révisées pour éviter les légendes infondées, et le Missel a été réajusté pour proposer des sélections d'épîtres et d'évangiles pour les mercredis et vendredis de chaque semaine de l'année. Certaines prescriptions du rite parisien ne semblent pas étrangères à celles adoptées pour l'Église catholique universelle avec les réformes liturgiques du rite romain poursuivies au cours du XXe siècle : par exemple, le bréviaire de Paris répartit le psautier sur toutes les heures canoniques de la semaine et chante neuf leçons aux matines, selon la même approche que le pape Pie X adoptera pour la réforme du bréviaire romain en 1911.
De plus, le missel parisien - comme la plupart des missels français - proposait une variété de préfaces et d'oraisons. Le croisement des textes et des formulaires du Missel romain de Paul VI provient très fréquemment de ces liturgies néo-gallicanes.
Le dernier usage du rite parisien « ancien », déjà considéré comme un fait exceptionnel et une renaissance d'un usage passé, eut lieu à Notre-Dame le 28 mai 1964, peu avant la grande réforme liturgique conciliaire de Vatican II, dans le contexte de célébrations du huitième centenaire de la cathédrale   .
Aujourd'hui, dans l'archidiocèse de Paris, les messes catholiques sont normalement célébrées à la suite du missel post-conciliaire de Paul VI en langue vernaculaire, tandis que les messes catholiques en latin suivent, le plus souvent, le missel tridentin de Paul V ou, plus souvent, rarement, le même missel de Paul VI dans sa version latine : donc, en pratique, l'usage du rite parisien est exclu.

## LeRequiemdans le rite parisien

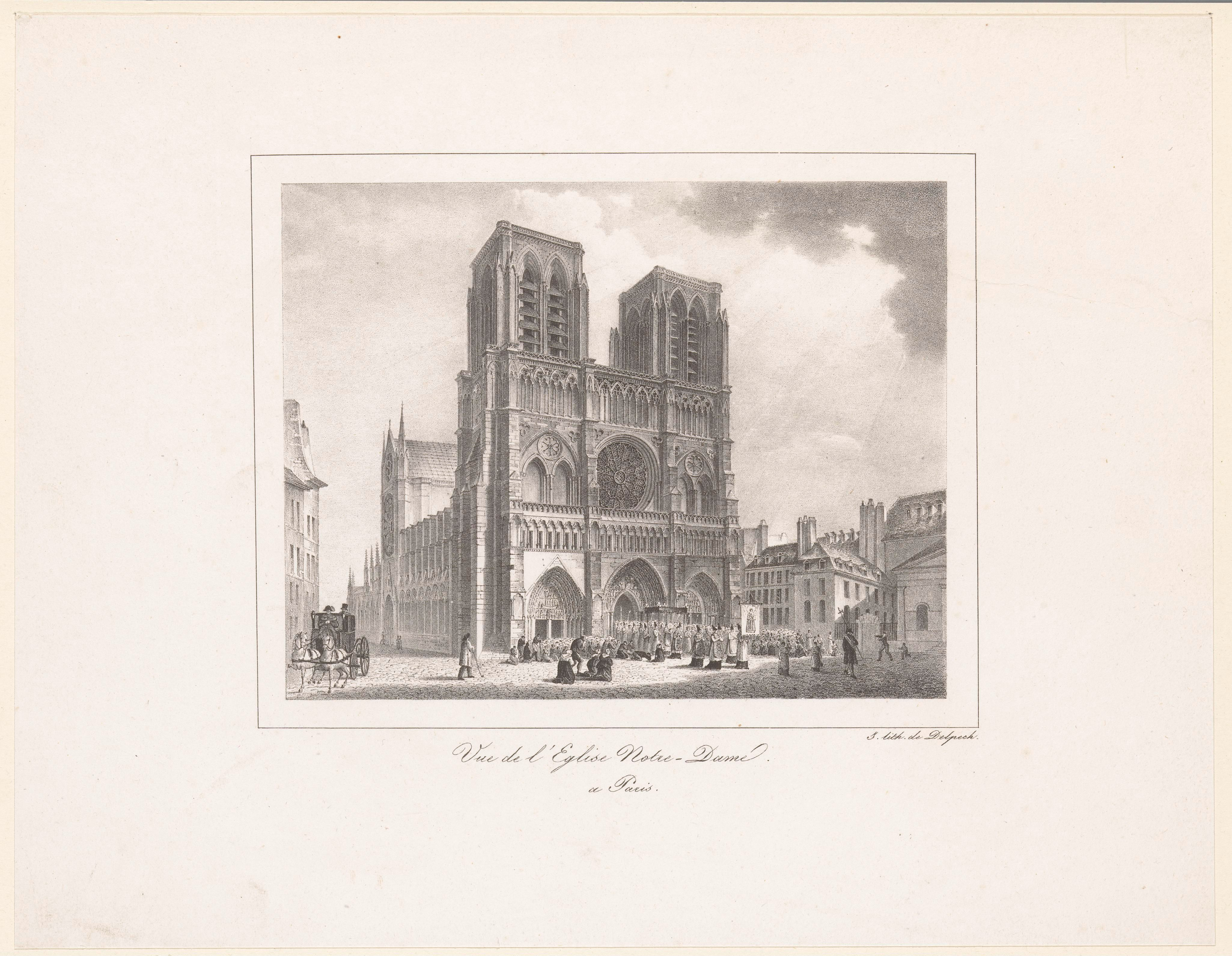
Une procession quitte la cathédrale Notre-Dame, dans un dessin de 1820-21.

Le rite parisien comporte une messe pour les morts qui présente quelques différences avec le Requiem du rite romain :
- une légère variation du texte dans l'introït : Exaudi Deus orationem meam au lieu de Exaudi orationem meam ;
- différence dans le progressif ;
- omission du Dies Irae ;
- cinq différences de texte dans l'offertoire Domine Jesu Christe.

À travers les compositions musicales françaises, on peut reconstituer la diffusion réelle du Requiem parisien au fil des siècles : les exemples de mélange entre les deux missels ne manquent pas. Des traces du missel de Paris sont encore présentes dans les Requiems de la fin du XVIIIe et du début du XIXe siècle.